# Erion Aliji
Erion Aliji (* 10. Dezember 2005) ist ein albanisch-nordmazedonischer Fußballspieler.

## Karriere

### Verein
Aliji begann seine Karriere beim WSC Hertha Wels. Im März 2019 wechselte er in die Jugend der SV Ried, bei der er ab der Saison 2019/20 dann auch sämtliche Altersstufen in der Akademie durchlief. Zur Saison 2022/23 rückte er in den Kader der Amateure der Rieder. In seiner ersten Spielzeit in der Regionalliga absolvierte der Verteidiger 27 Spiele für Ried II. In der Saison 2023/24 kam er zu 19 Regionalligaeinsätzen.
Zur Saison 2024/25 wechselte Aliji zum Zweitligisten SV Horn. Sein Debüt in der 2. Liga gab er im August 2024, als er am ersten Spieltag jener Saison gegen den SK Rapid Wien II in der 77. Minute für Felix Nachbagauer eingewechselt wurde. Für Horn kam er zu 21 Einsätzen in der 2. Liga, aus der der Verein aber zu Saisonende abstieg. Daraufhin verließ er Horn nach der Saison 2024/25.

### Nationalmannschaft
Aliji spielte im April 2022 zweimal für die nordmazedonische U-18-Auswahl. Im November 2024 debütierte er dann aber für die albanische U-21-Mannschaft.